# Якоби, Карл (психиатр)
Карл Виганд Максимиллиан Якоби (нем. Carl Wigand Maximilian Jacobi; 10 апреля 1775, Дюссельдорф — 18 мая 1858, Зигбург, Рейнская провинция) — немецкий врач-психиатр. Доктор медицины. Представитель соматического направления в психиатрии.

## Биография
Родился в семье немецкого философа Фридриха Генриха Якоби, был женат на Анне, дочери поэта Маттиаса Клаудиуса.
С 1793 по 1795 год изучал медицину в Йенском университете, а затем —  университете Гёттингена. После краткой стажировки в Эдинбурге, в 1797 году получил докторскую степень в университете Эрфурта как доктор медицины.
Первоначально занимался общеврачебной практикой, а в 1820 году организовал образцовое для того времени заведение для душевнобольных в Зигбурге, сделавшееся школой для немецких психиатров. 
В своих сочинениях (главное из них «Die Hauptformen der Seelenstörungen», 1844)  указывал на связь душевных расстройств с материальными изменениями внутренних органов тела.